# Hans Klocker
Hans Klocker (* vor 1474, evtl. in Gais; † nach 1500) war ein österreichischer Bildschnitzer der Spätgotik.

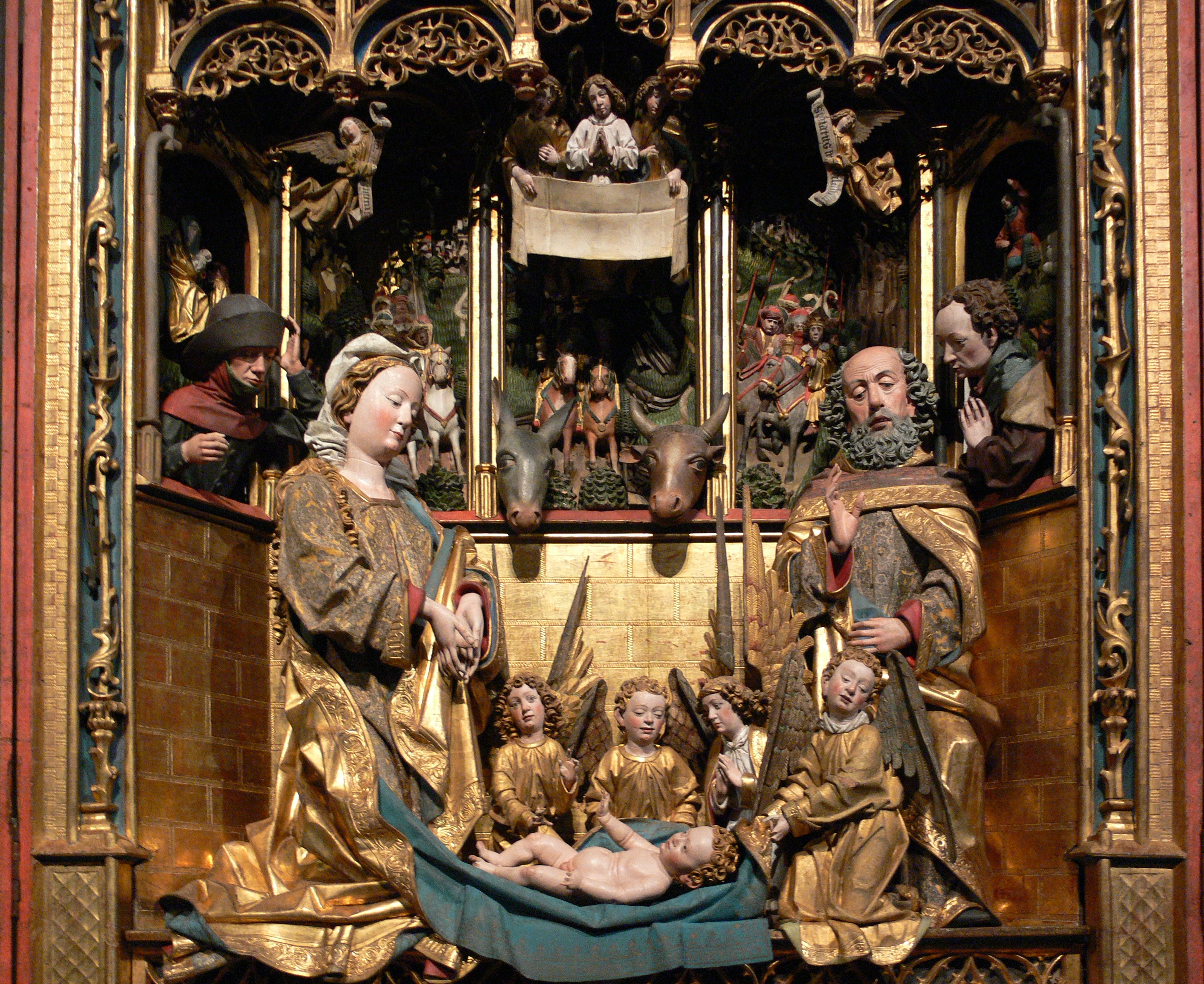
Traminer Altar

## Leben und Werk
Klocker wird das erste Mal 1474 in Sterzing genannt und ist von 1478 bis 1498 in Brixen nachgewiesen. Gisela Scheffler kommt in ihrer Dissertation zu dem Ergebnis, dass Klocker mit dem Brixener bischöflichen Hofmaler Hans Maler, einem Schüler von Meister Leonhard, identisch ist. In den Schriftzeugnissen werden ihm zahlreiche Arbeiten, vor allem Altäre, für Kirchen im Brixner und Bozener Raum zugeschrieben. Zu den berühmtesten gehört der Traminer Altar mit dem Motiv der Anbetung des Kindes, der sich heute im Bayerischen Nationalmuseum in München befindet. Vermutlich war Klocker der Leiter einer großen Werkstatt, die komplette Altäre samt Figuren und Gemälden anfertigte. 1497–1498 war Klocker Bürgermeister in Brixen. Das letzte nachgewiesene Werk ist das Retabel der ehemaligen Franziskanerkirche in Bozen aus dem Jahr 1500.

## Werke
- 1485/90: Traminer Altar
- um 1485/90: „Kniende Maria“ einer Anbetungsgruppe, ehemaliger Hochaltar von St. Leonhard im Passeier (Südtirol), heute Belvedere, Wien[3]
- um 1490: Hochaltar in St. Stephan in Pinzon, Montan[4]
- 1498: Flügelaltar in der Pfarrkirche Maria Himmelfahrt in Kaltern, heute auf mehrere Sammlungen verteilt[5]
- 1498: Palmesel, ursprünglich aus Kaltern, seit 1902 im Stadtmuseum Bozen
- vor 1500: Teil eines Marienretabels, Freiburg im Breisgau, Augustinermuseum, Inv. Nr. DM S 053/D.01
- um 1500: Barbaraaltar, ursprünglich in der Barbarakapelle in Castelfeder, jetzt in der Kapelle von Schloss Tirol[6]
- 1500: Krippenaltar in der Franziskanerkirche in Bozen
- 1503: Altarfiguren in der Pfarrkirche Mariä Namen Hirschegg, Flügel des ehemaligen Flügelaltares von Hirschegg im Diözesanmuseum Graz